# Johannelunds trädgårdsstad
Johannelunds trädgårdsstad är ett bostadsområde i Västerort i Stockholms kommun. Området har Vällingby som postort och ligger precis nedanför Johannelundstoppen mellan Vällingby och Hässelby gård. I kvarteret finns basketplan, grönområden och lekparker, en förskola, restauranger, frisersalong och gym.
Till Johannelund går gröna linjens tunnelbana (stationen Johannelund) samt bussar till och från Vällingby, Spånga, Barkarby, Jakobsberg och Kista.